# 국도 제1호선 (아이슬란드)

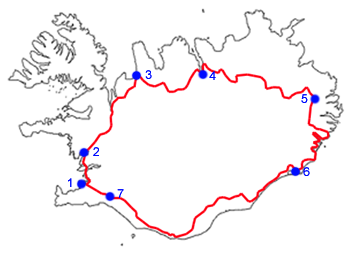
국도 제1호선 노선과 주요 도시. (1) 레이캬비크, (2) 보르가르네스, (3) 블뢴뒤오스, (4) 아퀴레이리, (5) 에이일스타디르, (6) 회픈, (7) 셀포스

국도 제1호선(아이슬란드어: Þjóðvegur 1)은 아이슬란드 섬을 거주자가 있는 지역을 잇는 섬의 가장 중요한 교통로이다. 총연장 1,339km로 이루어져 있다.

## 개요
아이슬란드 국도 제1호선은 순환 도로이자 본토 일주 도로이다. 그러나 항상 해안을 따라 도로가 건설되어 있는 것은 아니고, 피오르를 다리로 넘어가거나 내륙을 다니는 장소도 있다. 이 국도 1호선의 대부분은 한쪽 1차선 (양방향 맞춰 2차선)이다. 그러나 도시 지역에서는 차선이 늘어나는 곳이있다. 도시 지역 이외에서는 다리가 걸려 있는 곳은 거의 1차선이다. 국도 1호선의 대부분은 아스팔트로 포장 되어 있지만, 섬의 동부에는 비포장 흙길의 부분이 남아있다. 이 국도를 비롯해 이용자가 적은 좁은 도로까지, 아이슬란드 정부의 도로청 (Vegagerðin)이 관리하고 적절히 신설하고 있다.